# Towcester
Towcester [ˈtoʊstər] ist eine Stadt und ein Parish in der Unitary Authority West Northamptonshire in England. Towcester ist 14,3 km von Northampton entfernt. Im Jahr 2021 hatte es 11542 Einwohner. Towcester wurde 1086 im Domesday Book als Touecestre erwähnt.

## Persönlichkeiten
- Flux Pavilion (* 1989), DJ
- Alice Barnes (* 1995), Radsportlerin